# Kenneth More
Kenneth More, född 20 september 1914 i Gerrards Cross, Buckinghamshire, död 12 juli 1982 i London, var en brittisk skådespelare.

## Biografi
Kenneth More inledde sin skådespelarkarriär i mitten på 1930-talet med småroller i pjäser och på film. Han blev en populär stjärna under 1950-talet. More erhöll en BFA (British Film Academy Award) som bäste skådespelare i filmen På vift med Genevieve (1953) och han belönades även med pris för bäste skådespelare vid filmfestivalen i Venedig 1955 för sin dramatiska roll i Kärlek utan nåd.
På TV är Kenneth Mores mest känd för sin roll som Jolyon i TV-serien Forsytesagan (1967).
More gav ut två memoarer, Happy Go Lucky år 1959 och More or Less år 1978.
Kenneth More avled vid 67 års ålder i London av Parkinsons sjukdom den 12 juli 1982 och kremerades vid Putney Vale Crematorium.
The Kenneth More Theatre, som namngavs till hans minne, ligger i Ilford, Essex.

### Privatliv
More gifte sig tre gånger. Hans första äktenskap, som han ingick 1939 med skådespelaren Beryl Johnstone (en dotter, Susan, född 1941) slutade med skilsmässa 1946. Han gifte om sig 1952 med Mabel Edith "Bill" Barkby (en dotter, Sarah, född 1954) men lämnade henne 1968 för Angela Douglas, en 26 år yngre skådespelare, vilket orsakade betydande avståndstaganden från vänner och familj. Han var gift med Douglas från den 17 mars 1968 fram till sin död.

## Filmografi i urval
- På vift med Genevieve (1953)
- Skeppsbrutna i paradiset (1953)
- Doktorn är här (1955)
- Kärlek utan nåd (1955)
- Han gav sig aldrig (1956)
- Skeppsbrutna i paradiset (1957)
- Titanics undergång (1958)
- De 39 stegen (1959)
- Sänk Bismarck! (1959)
- Den längsta dagen (1962)
- En spökhistoria (1970)
- A Tale of Two Cities (1980)

## Utmärkelser
- Volpipokalen för bästa manliga skådespelare, för Blind kjærlighet,  1955
- BAFTA Award för bästa manliga huvudroll, för Doktorn är här,  1955
- Kommendör av 2 klass av Brittiska imperieorden

[Redigera Wikidata]